# Irish Independent

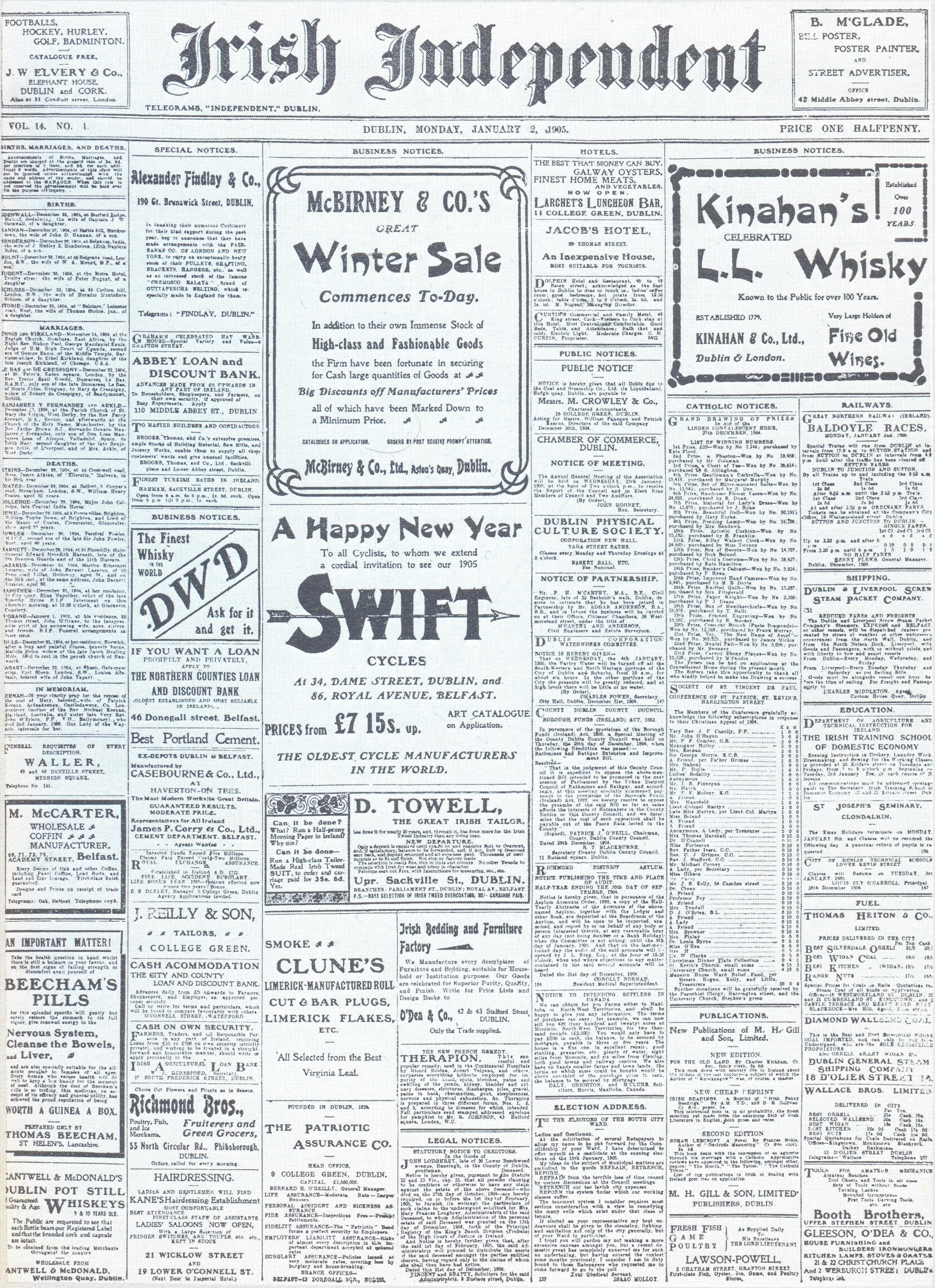
Prima pagina della prima copia del quotidiano (1905)

Irish Independent è un quotidiano irlandese di proprietà di Independent News & Media (INM), una sussidiaria di Mediahuis.

## Storia
La pubblicazione nacque nel 1905.
Originariamente edito in versione broadsheet, ha introdotto una versione in formato compact nel 2004; nel dicembre 2012 (in seguito all'acquisizione del miliardario Denis O'Brien) è stato annunciato che il giornale sarebbe diventato solo compact.